# Пильце
Пильце (укр. Пільце) — село в Рава-Русской городской общине Львовского района Львовской области Украины.
Население по переписи 2001 года составляло 382 человека. Занимает площадь 0,84 км². Почтовый индекс — 80330. Телефонный код — 3252.